# Вакуленко Олексій Борисович
Олексій Борисович Вакуленко (28 березня 1981, Краматорськ — 3 березня 2007, Краматорськ) — український борець греко-римського стилю, бронзовий призер чемпіонату Європи, учасник Олімпійських ігор. Майстер спорту України міжнародного класу (2001).

## Біографія
Боротьбою почав займатися з 1990 року у Заслуженого тренера України Олега Євтушенка в ДЮСШ СК «Блюмінг» у Краматорську. Через 4 роки став переможцем першості України серед юнаків. У 1998 році виграв Молодіжні ігри України, виконавши норматив майстра спорту України, після чого був запрошений продовжити свою кар'єру в спортивному клубі «Геліон» (Маріуполь). У 2000 став бронзовим призером на юніорських змаганнях чемпіонату світу та чемпіонату Європи. Останні роки представляв маріупольський спортивний комплекс «Азовмаш». Триразовий чемпіон України (2002, 2004, 2005). У 2003-му виграв бронзу дорослого чемпіонату Європи. У 2004-му став володарем Кубка Європейських чемпіонів та посів четверте місце на Олімпіаді. Після Олімпіади Олексій боровся у вазі 60 кг. У лютому 2006 року став переможцем Кубка України з греко-римської боротьби.
У 2005 закінчив Донецький інститут здоров'я, фізичного виховання і спорту.
Загинув 3 березня 2007 року в ДТП, що трапилося неподалік заводу «Альфа» в місті Краматорську. Авто «Деу Ланос», в якому перебував Олексій, врізалося в електричний стовп. Водій і двоє дівчат, які їхали на задньому сидінні машини, лишилися живими. Вакуленко, що сидів праворуч від водія, помер на місці аварії.

## Виступи на Олімпіадах
| Змагання                    | Збірна  | Вагова категорія | Місце |
| --------------------------- | ------- | ---------------- | ----- |
| Літні Олімпійські ігри 2004 | Україна | 55 кг            | 4     |

На Олімпіаді в Афінах у півфіналі програв майбутньому олімпійськрму чемпіону Іштванові Майорошу з Угорщини, а в сутичці за третє місце поступився Артемові Кюрегяну, що представляв Грецію.

## Виступи на Чемпіонатах світу
| Змагання                        | Збірна  | Вагова категорія | Місце |
| ------------------------------- | ------- | ---------------- | ----- |
| Чемпіонат світу з боротьби 2002 | Україна | 55 кг            | 10    |
| Чемпіонат світу з боротьби 2003 | Україна | 55 кг            | 10    |
| Чемпіонат світу з боротьби 2005 | Україна | 60 кг            | 7     |
| Чемпіонат світу з боротьби 2006 | Україна | 60 кг            | 5     |

## Виступи на Чемпіонатах Європи
| Змагання                         | Збірна  | Вагова категорія | Місце  |
| -------------------------------- | ------- | ---------------- | ------ |
| Чемпіонат Європи з боротьби 2003 | Україна | 55кг             | Бронза |
| Чемпіонат Європи з боротьби 2004 | Україна | 55 кг            | 7      |
| Чемпіонат Європи з боротьби 2006 | Україна | 60 кг            | 5      |

## Виступи на інших змаганнях
| Змагання                           | Збірна  | Вагова категорія | Місце |
| ---------------------------------- | ------- | ---------------- | ----- |
| Гран-прі Німеччини з боротьби 2003 | Україна | 60 кг            | 7     |

## Вшанування пам'яті
З 2008 року в Краматорську проходить традиційний юнацький турнір з греко-римської боротьби пам'яті Олексія Вакуленка.